# Татяна дьо Роне
Татяна дьо Роне (на френски: Tatiana de Rosnay) е френска журналистка, литературен критик, сценаристка и писателка на бестселъри в жанра драма, романтичен трилър и съвременен роман.

## Биография и творчество
Татяна дьо Роне е родена на 28 септември 1961 г. в Ньой сюр Сен, Франция, в семейството на Жоел де Роне, учен и преподавател, французин, и Стела Джеб, англичанка. По майчина линия има и руска жилка. Отраства в Париж и в Бостън, когато баща ѝ преподава в Масачузетския технологичен институт през 70-те.
Премества се в Англия през 1980 г. и завършва с бакалавърска степен по английска литература през 1984 г. Университета на Източна Англия в Норуич. След дипломирането си отива в Париж и работи като пресаташе в аукционна къща „Кристи“ в Париж, а после е редактор на френското издание на списание „Венити Феър“ до 1993 г. Работи като литературен критик за списание „Психолози“ от 1997 г., като журналист за френското издание на списание „Ел“ от 2000 г. и за „Le Journal du dimanche“ от 2008 г., едновременно с писателската си кариера.
През 1992 г. е публикуван първият ѝ роман „L'appartement témoin“. През 2007 г. е публикуван на английски език романът ѝ „Ключът на Сара“. Той става международен бестселър и я прави известна писателка. През 2010 г. романът е екранизиран във филма „Тя се казваше Сара“ с участието на Кристин Скот Томас и Мелюзин Майонс.
През 2009 г. е издаден романа ѝ „Тайната на семейство Рей“, който съща става международен бестселър. Екранизиран е през 2015 г. във филма „Бумеранг“ с участието на Лоран Лафит, Мелани Лоран и Одри Дана.
Произведенията на писателката са публикувани в над 40 страни по света и са издадени в над 5 милиона екземпляра.
Татяна дьо Роне живее със семейството си в Париж.

## Произведения

### Самостоятелни романи
- L'appartement témoin (1992)
- Le diner des ex (1996)
- Le coeur d'une autre (1998)
- Le Voisin (2000)
- La Mémoire des Murs (2003)
- Spirales (2004)
- Sarah's Key (2007) – издаден и като „Elle s'appelait Sarah“
Ключът на Сара, изд.: ИК „Обсидиан“, София (2011), прев. Силвия Падалска
- A Secret Kept (2009) – издаден и като „Boomerang“
Тайната на семейство Рей, изд.: ИК „Обсидиан“, София (2011), прев. Здравка Славянова
- Moka (2009)
- The House I Loved (2011) – издаден и като „Rose“
- À l'encre russe (2013)
Руско мастило, изд.: ИК „Обсидиан“, София (2013), прев. Здравка Славянова
- The Other Story (2014)
- The Rain Watcher (2018)
- Les fleurs de l'ombre (2020)

### Сборници
- Maries, peres de famille: Romans d'adulteres (1995)
- Amsterdamnation et autres nouvelles (2013)
- Café Lowendal: et autres nouvelles (2014)
- Son carnet rouge (2014)
- L'Envers du décor et autres nouvelles (2020)

### Новели
- Amsterdamnation (2008)
- Ozalide в „Ozalide suivi de Moka“ (2011)
- Dancing Queen (2011)
- La Tentation de Bel-Ombre (2012)
- Constat d'adultère (2012)
- La Femme de la Chambre d'Amour (2013)
- Le Parfait in 13 à table ! (2014)

### Документалистика
- Manderley for ever (2015) – биография на Дафни дю Морие
- Tamara par Tatiana (2018) – биография на Тамара де Лемпицка

### Екранизации
- 2000 Family Affairs – ТВ сериал, сценарист
- 2010 Elle s'appelait Sarah
- 2015 Boomerang